# Duas Pedras
Duas Pedras é um bairro da Zona Centro Norte do município brasileiro de Nova Friburgo, estado do Rio de Janeiro.
Bairro criado pelo Projeto de Lei 4.488/09, que oficializou os nomes dos bairros de Nova Friburgo do 1º e 6º distritos. O projeto foi sancionado pelo prefeito Heródoto Bento de Mello e tornou-se a Lei Municipal número 3.792/09. O bairro é portal de embarques para a região norte, litorânea e capital fluminense, já que parte da rodoviária intermunicipal se encontra lá. 
É neste bairro onde se localiza a Vilage no Samba, uma das maiores escolas de samba de Friburgo.
Bairro também é onde se encontra o Terminal Rodoviário Norte de Nova Friburgo.
Foi um dos bairros mais afetados pela enchente do início de 2011.